# السياحة في بولندا
السياحة في بولندا بولندا هو جزء من سوق السياحة العالمية مع تزايد باستمرار عدد من الزوار، وخاصة بعد انضمامها إلى الاتحاد الأوروبي. السياحة في بولندا تساهم في اقتصاد البلاد عموما. المدن الأكثر شعبية هي وارسو وكراكوف وغدانسك، فروتسواف، بوزنان، لوبلان وتورون، بما في ذلك الموقع التاريخي لمعسكر أوشفيتز النازي في تركيز أوشفيتشيم. أفضل الوجهات الترفيهية وتشمل بولندا منطقة بحيرات ماسوريان وبحر البلطيق ساحل البحر، جبال تاترا أعلى سلسلة جبال من Sudetes، وكاربات وغابة بياوفيجا. عروض بولندا السياحية الرئيسية تتكون من مشاهدة المعالم السياحية داخل المدن والمعالم التاريخية خارج المدينة، ورحلات العمل والسياحة المؤهلين، والسياحة الزراعية، والمشي في الهواء الطلق وتسلق الجبال وغيرها. بولندا هي البلد الأكثر زيارة بترتيب 17 على العالم.

## التاريخ
وكانت أول سائح بولندي الحجاج المسافرين إلى المزارات داخل بولندا وخارجها. وبدأ تطوير السياحة التجارية في القرن 19. وكانت المناطق الأكثر شعبية الجبال، خصوصا جبال تاترا، على سبيل المثال عن طريق استكشاف Chałubiński Tytus. في عام 1873 البولندية تاترا المجتمع وفي 1909 أنشئت جمعية السياحية البولندية لتنظيم وتطوير السياحة. وكان القرن 19 أيضا وقت ظهور السريع للمنتجعات صحية، ومعظمهم في Sudetes، Beskids وعلى طول ساحل بحر البلطيق، مع بعضهم المرتبطة بها، منذ عام 1910، مع جمعية علم الحمامات البولندية. بعد بولندا استعادت استقلالها في عام 1918، ازدهرت السياحة البولندية، وكان تشجيع من قبل الحكومة. أول شركة سياحية بولندية المهنية، أوربس، تأسست في لواو في عام 1923، ثم في 1937 من قبل منظمة السياحة Gromada والمرشدين السياحيين.
بعد الحرب العالمية الثانية تم تأميم جميع المنظمات السياحية من قبل الحكومة الشيوعية الجديدة. وجمعت جمعية تاترا البولندية وجمعية السياحية في البولندية سياحة المعالم جمعية PTTK) وتم تسليم معظم البنية التحتية السياحية خلال لصندوق المنشأة حديثا عطل العمال (فوب). السياحة كانت محدودة للبلدان الكوميكون. وكان هذا هو عصر السياحة حكوميا في تأسيسه، وتتميز الشامل ولكن السياحة المنخفضة القياسية. كان مشهدا نموذجي في المخيم عطلة مع طابق واحد الصغيرة التي تديرها واحدة من الشركات المملوكة للدولة. ونظمت أيام للأطفال والمراهقين من قبل Juventur. بعد سقوط الشيوعية تمت خصخصة جزء كبير من البنية التحتية، وعلى الرغم من أن خفضت العديد من المنتجعات السياحية المملوكة للشركة بسبب unprofitability بهم. وشهدت في وقت مبكر 1990s الأساس لكثير من منظمي الرحلات السياحية الجديدة. ساد بعض منهم، وتعزيز مركزها في السوق، أن تكون قادرة على المنافسة مع منظمي الرحلات السياحية متعددة الجنسيات مثل توي، أو Neckermann اوند يبانون التي لها فروع في بولندا.

## الجذب السياحي في بولندا
بولندا، وخصوصا بعد عام 1989 والانضمام للاتحاد الأوروبي على 2004، أصبح مكان غالبا ما يرتادها السياح. وترتبط أهم المعالم السياحية في بولندا مع البيئة الطبيعية والمواقع التاريخية والأحداث الثقافية. انهم جذب ملايين السياح سنويا من جميع أنحاء العالم. وفقا لبيانات المعهد السياحي، وكان زار بولندا بنسبة 15.7 مليون سائح في عام 2006، وبمقدار 15 مليون سائح في عام 2007 [1].

### البيئة الطبيعية
بولندا وبيئة متنوعة الطبيعية، التي هي بعيدة نسبيا عن التنمية البشرية. تنجذب الزوار من الجبال وساحل البحر، والاحتياطيات من البحيرة. من بين الوجهات الأكثر شعبية هي : جبال تاترا، وهو أعلى قمة في البولندية، والشهير الايثيلين أورلا ؛ Karkonosze، غابة بيلويزي، Bieszczady، Dunajec نهر خانق في Pieniny، مازورسكي Pojezierze، Kampinos الحديقة الوطنية وغيرها الكثير.

### الوجهات السياحية حسب المدينة
- مناطق الجذب السياحي في وارسو
- الطريق الملكي كراكوف
- التراث اليهودي تريل في بياليستوك

### المباني التاريخية والأماكن
- قاعة الذكرى المئوية في Wrocław
- روكلو نافورة
- روكلو المدينة القديمة : Tumski Ostrów، ساحة السوق
- جبل Ślęża
- الكنائس الخشبية للسلام في Jawor وŚwidnica
- كراكوف (كراكوف) المدينة القديمة
- 13th القرن في منجم ملح Wieliczka
- الكنائس الخشبية من جنوب ليتل بولندا
- دير ياسنا جورا في شيستوشوا
- ملاذ في Kalwaria Zebrzydowska
- وارسو Wilanów القصر والمدينة القديمة
- جنيزنو كاتدرائية
- سانت روش كنيسة في بياليستوك
- البلدة القديمة في تورون تورون
- غدانسك المدينة القديمة في غدانسك
- زاموسك
- لوبلان
- Augustów قناة
- Muskau بارك

#### القلاع
- افيل القلعة الملكية
- Malbork القلعة
- Książ القلعة
- Chojnik
- القلعة Czocha
- Grodziec القلعة
- Niesytno القلعة
- Krzyżtopór
- Ogrodzieniec

#### القرى الشعبية
- Chochołów، فويفود بولندا الصغرى
- Bączal (قرب كراكوف Biecz المعروفة قليلا)
- Srebrna غورا، وسيليزيا السفلى فويفود
- Krzeszów، سيليزيا السفلى فويفود
- Legnickie القطب
- Gogołów، سيليزيا السفلى فويفود (قرب Świdnica مع التراث العالمي الكنائس للسلام)

## أحداث ثقافية
- فريدريك شوبان البيانو الدولية المنافسة
- وارسو مهرجان الخريف موسيقى
- المخيم الجاز، وارسو
- سوبوت مهرجان الأغنية الدولي
- الأحداث في كراكوف (مرتبة حسب الشهر)
- Wratislavia Cantans
- البيلاروسية الأغنية ومهرجان الشعر في بياليستوك
- Open'er مهرجان في غدينيا
- Camerimage مهرجان سينمائي في بيدغوز
- المهرجان الوطني للأغنية البولندية في أوبولوسكي

## منتجعات سياحية
وهناك عشرات المنتجعات البحرية على ساحل بحر البلطيق مثل جزيرة ولين، وتقع على مقربة من الحدود الألمانية وساحل بوميرانيا. في جنوب بولندا وهناك منتجعات للتزلج والتنزه في الجبال Karkonosze، التي هي جزء من سلسلة جبال Sudetes. Karkonosze يشمل مراكز touristical من Karpacz وPoreba Szklarska. المنتجعات الشهيرة أخرى للتزلج على الجليد والمشي لمسافات طويلة في جبال الكاربات وتشمل : زاكوباني في جبال تاترا، Szczyrk، Krynica - Zdrój في Beskides أو Szczawnica وKrościenko Pieniny في الجبال.

## النقل في بولندا
منذ سقوط الشيوعية تم تحسين النقل في بولندا. البنية التحتية السياحية مقبولة، خصوصا في المدن الكبرى والمنتجعات السياحية. معظم المدن الرئيسية والمطارات البولندية مع ربط الخدمات مع مطار فريدريك شوبان في وارسو الدولية. السفر بين المدن وبين المدن ويشمل PKP أو اليورو قطار المدينة، خدمة حزب العدالة والرخاء للحافلات برا، والمسافة البعيدة PKP أو القطارات المحلية والخدمات مدرب عديدة.